# Abside
Ne pas confondre avec Apside.

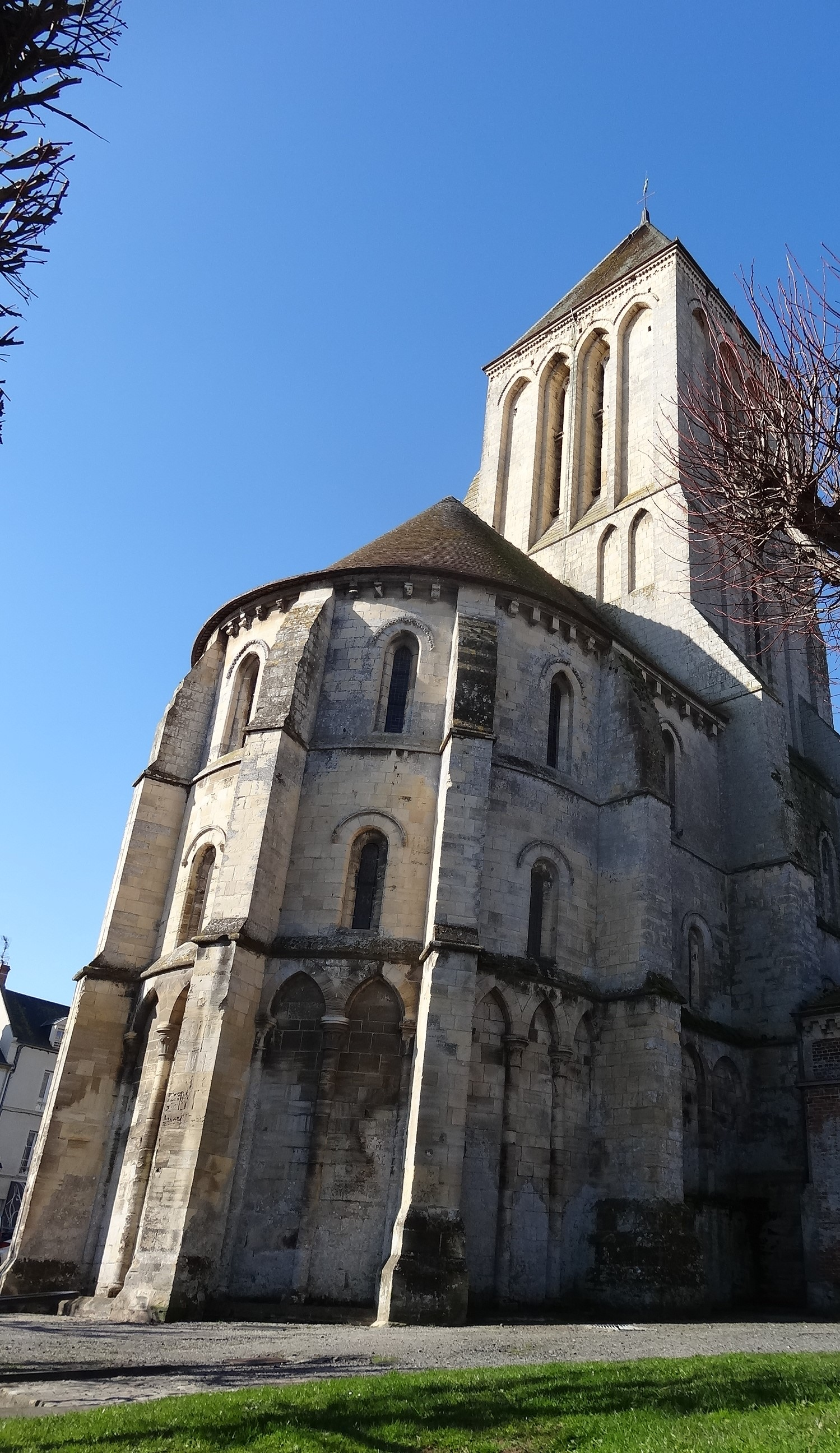
Abside fin.

Une abside est une construction de forme arrondie ouverte sur l'extrémité d'un bâtiment. Elle peut être apparente de l'extérieur ou cachée derrière un mur droit. Cette forme architecturale est connue depuis l'antiquité grecque et romaine, elle était alors utilisée dans la construction domestique comme dans celle  des monuments. Les chrétiens ont à leur tour adopté cette structure dans la construction des églises.

## Étymologie
L'abside emprunté au XVIe siècle au latin absis, lui-même dérivé du grec ἁψίς / hapsís, génitif ἁψῖδος / hapsîdos, « cercle, voûte », désigne d'après Pline une construction voûtée.

## Définition
Une abside est une construction ouverte sur un bâtiment plus important et dont le mur du fond dessine une courbe plane égale, supérieure ou inférieure à un demi-cercle. Elle peut aussi comporter plusieurs pans de murs dont l'ensemble forme un espace arrondi. Les absides sont dites saillantes quand elles sont visibles de l'extérieur. Mais elles peuvent être intégrées dans un volume carré ou rectangulaire, elles sont alors dites non-saillantes

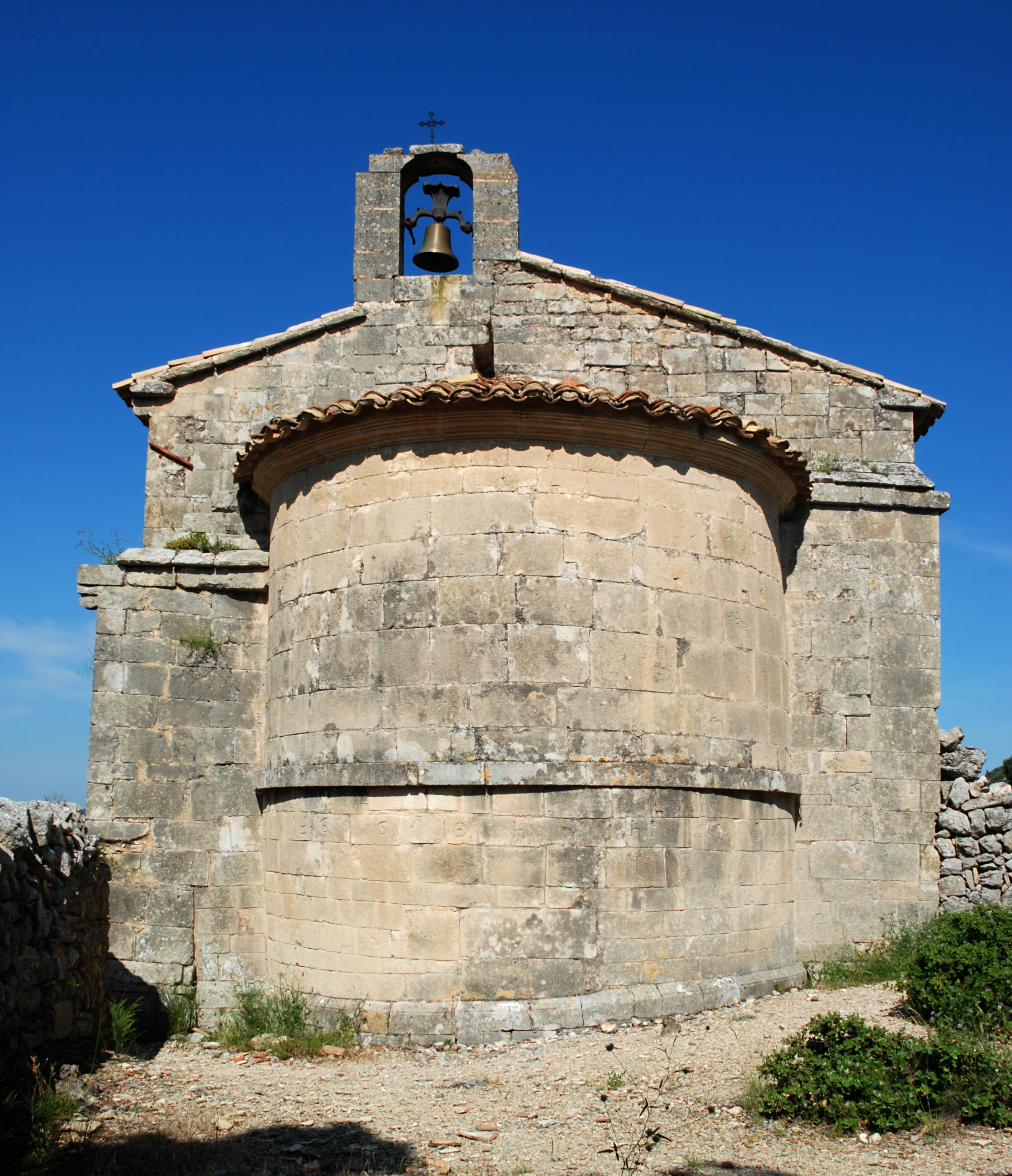
Abside vue de l'extérieur.
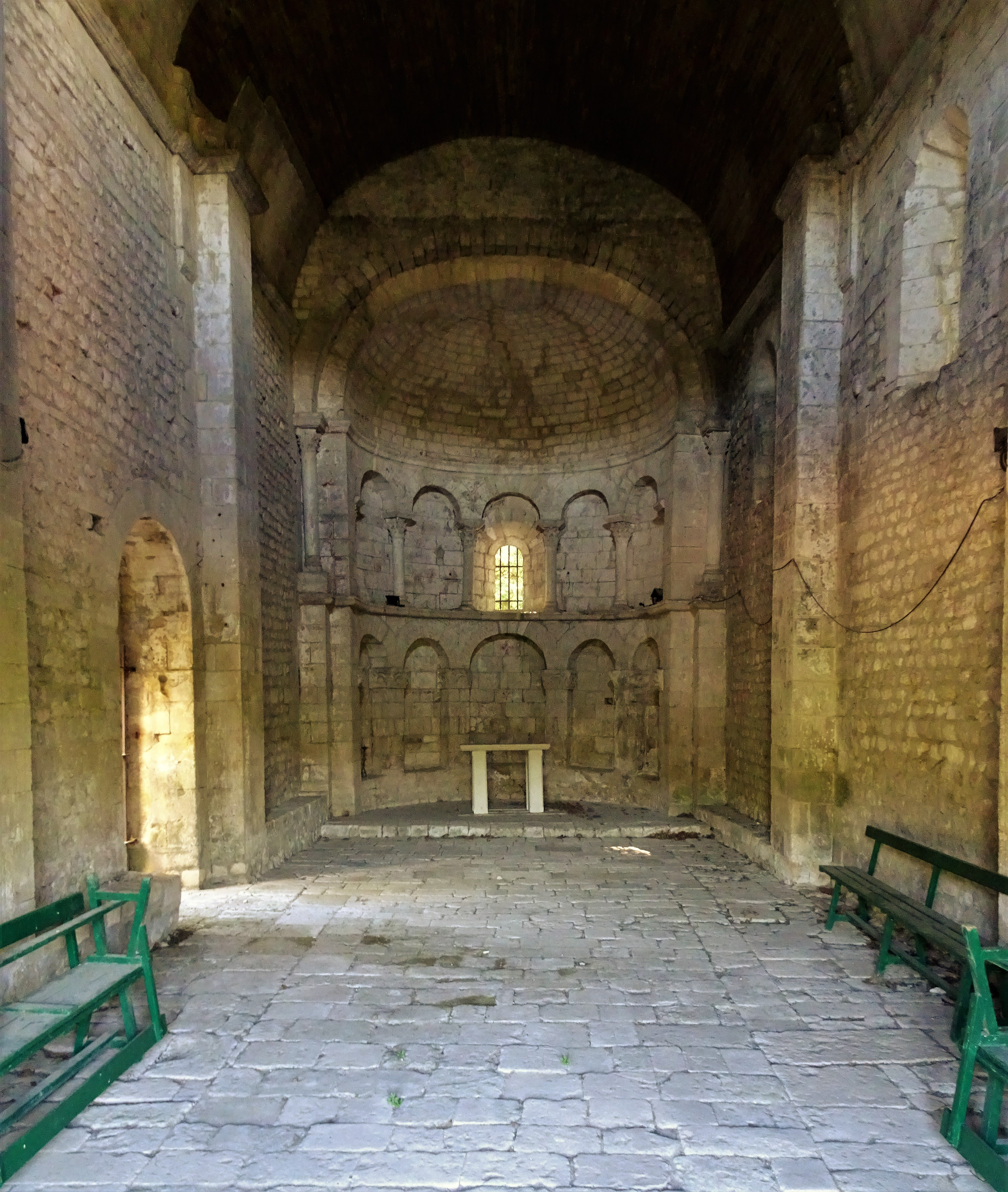
Abside vue de l'intérieur.
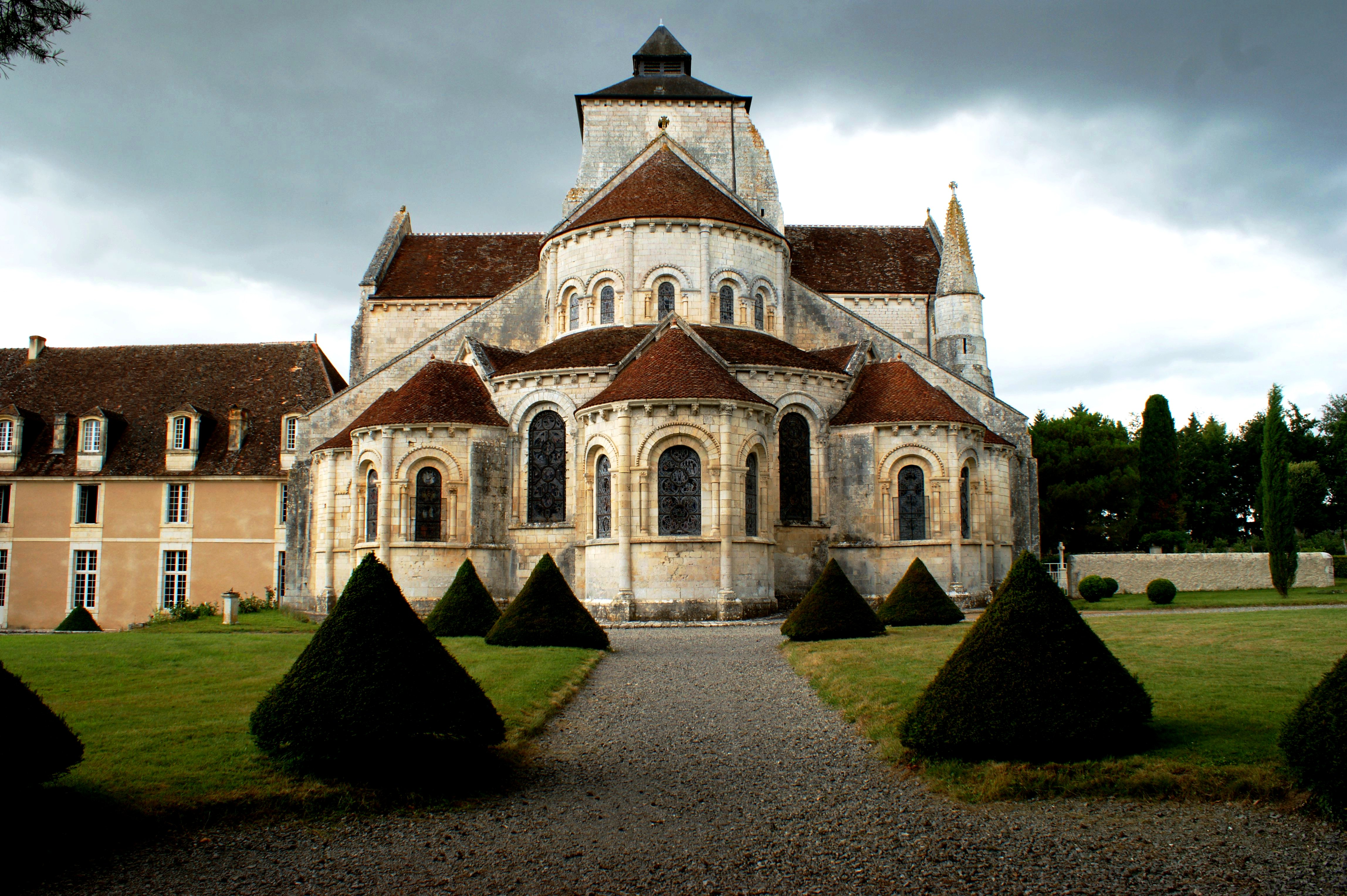
Cinq absidioles autour de l'abside principale.

Une absidiole est une petite chapelle absidale accolée à l'abside principale, au transept, aux bas-côtés ou qui s'ouvre sur un déambulatoire.

## Historique

### Dans l'Antiquité grecque et romaine

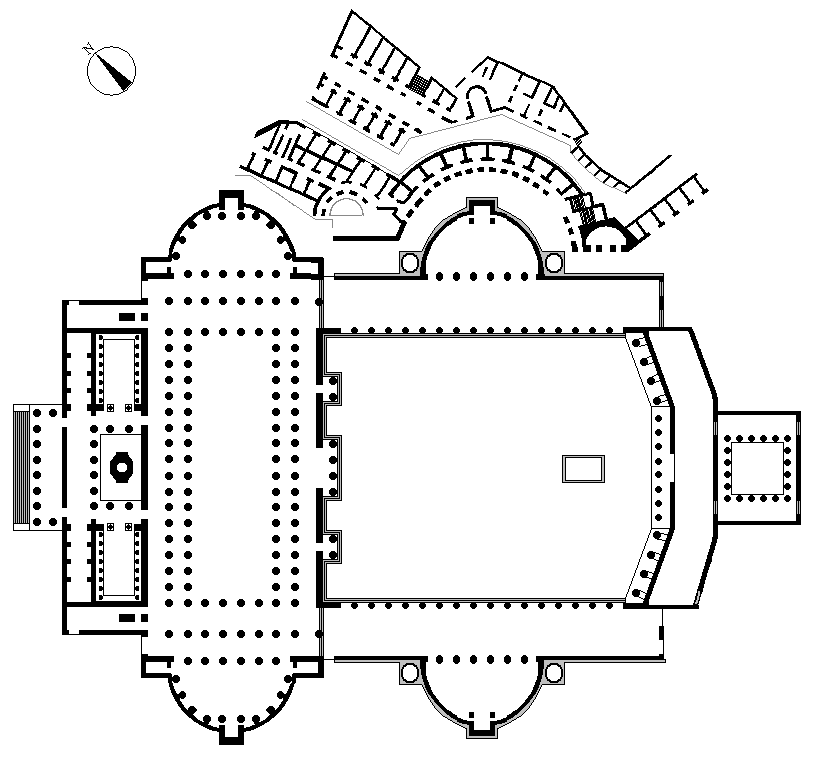
Plan du forum de Trajan bordé de deux absides. Basilique Ulpia à deux absides. Constructions du début du IIe siècle.

En Grèce les tout premiers bâtiments à abside font leur apparition à l'âge du bronze au cours de la phase II de l'Helladique ancien c'est-à-dire de 2900 à 2500 av. J.-C.. À l'époque géométrique  maisons et bâtiments publics à abside se généralisent, de nombreux temples d'Apollon conservant ce mode de construction jusqu'au début de l'époque archaïque. On trouve même des maisons absidales de cette  époque dans la Gaule d'alors comme celle de Bessan dans L'Hérault  ou celle de Ruscino à Perpignan. La fonction de ce mode de construction est utilitaire dans la mesure où l'arrondi du toit qui abrite l'abside permet d'atténuer l'impact du vent sur le bâtiment.
À l'époque de la fin de la République romaine et jusqu'au Haut-Empire de nombreux édifices à abside axiale apparaissent. Ils ont ou non une fonction religieuse : temples dédiés à divers dieux, nymphée basilical, chambres funéraires, maisons privées, palais, basiliques judiciaires. Jusqu'au IIe siècle les absides sont non saillantes, invisibles de l'extérieur. En position axiale à l'intérieur de la cella, elles sont la partie de l'édifice où convergent les regards : où reposent les mânes, où s'élève la statue d'un dieu ou d'un empereur ou bien c'est l'endroit privilégié où se tiennent Jules César ou d'autres tribuns,.
Les basiliques sont de plan rectangulaire mais la plupart sont équipées d'une ou deux absides voutées en cul-de-four ou quart de sphère,.

### Dans le monde chrétien

#### Les églises paléochrétiennes
Au IVe siècle, par l'édit de Milan, l'empereur romain Constantin Ier autorise alors les chrétiens à célébrer leur culte. La forme absidale est également adoptée par les premiers chrétiens. C'est dans cet espace aux allures de grotte qu'est célébré l'eucharistie. Les premières basiliques chrétiennes de Rome, dont celle du Latran construites par Constantin sur le modèle des basiliques civiles et des palais, sont comme elles, encore occidentalisées  c'est-à-dire que l'entrée est à l'est et l'abside à l'ouest.
Les églises paléochrétiennes de tout l'empire romain sont, dans leur grande majorité, des édifices de plan basilical avec dans l'axe du bâtiment, une abside qui contient le sanctuaire. Ces absides sont semi-circulaires en général, mais aussi : en anse-de-panier, en arc-surhaussé ou polygonales.

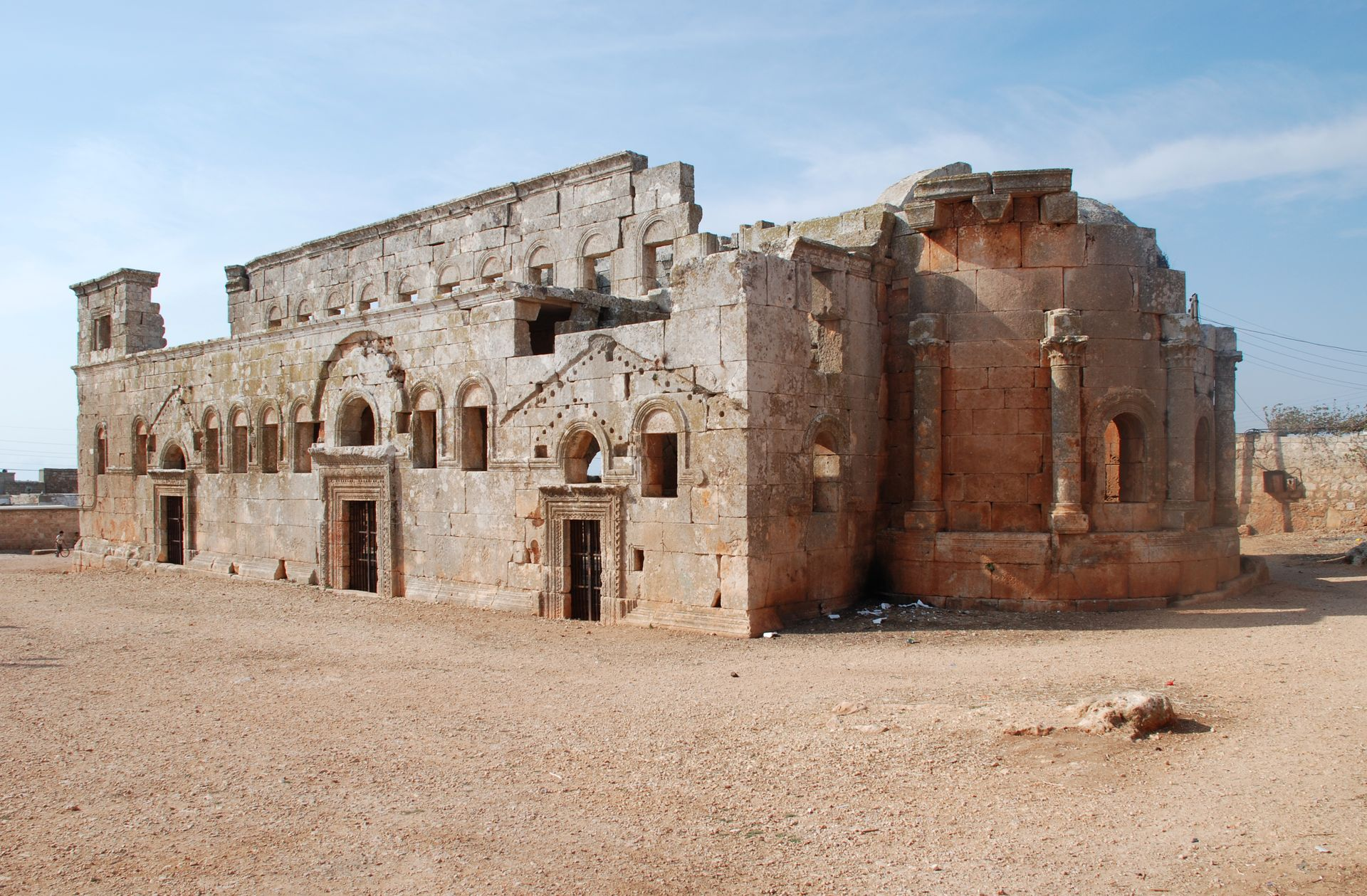
Abside semi-circulaire de la basilique de Qalb Lozeh du Ve siècle.
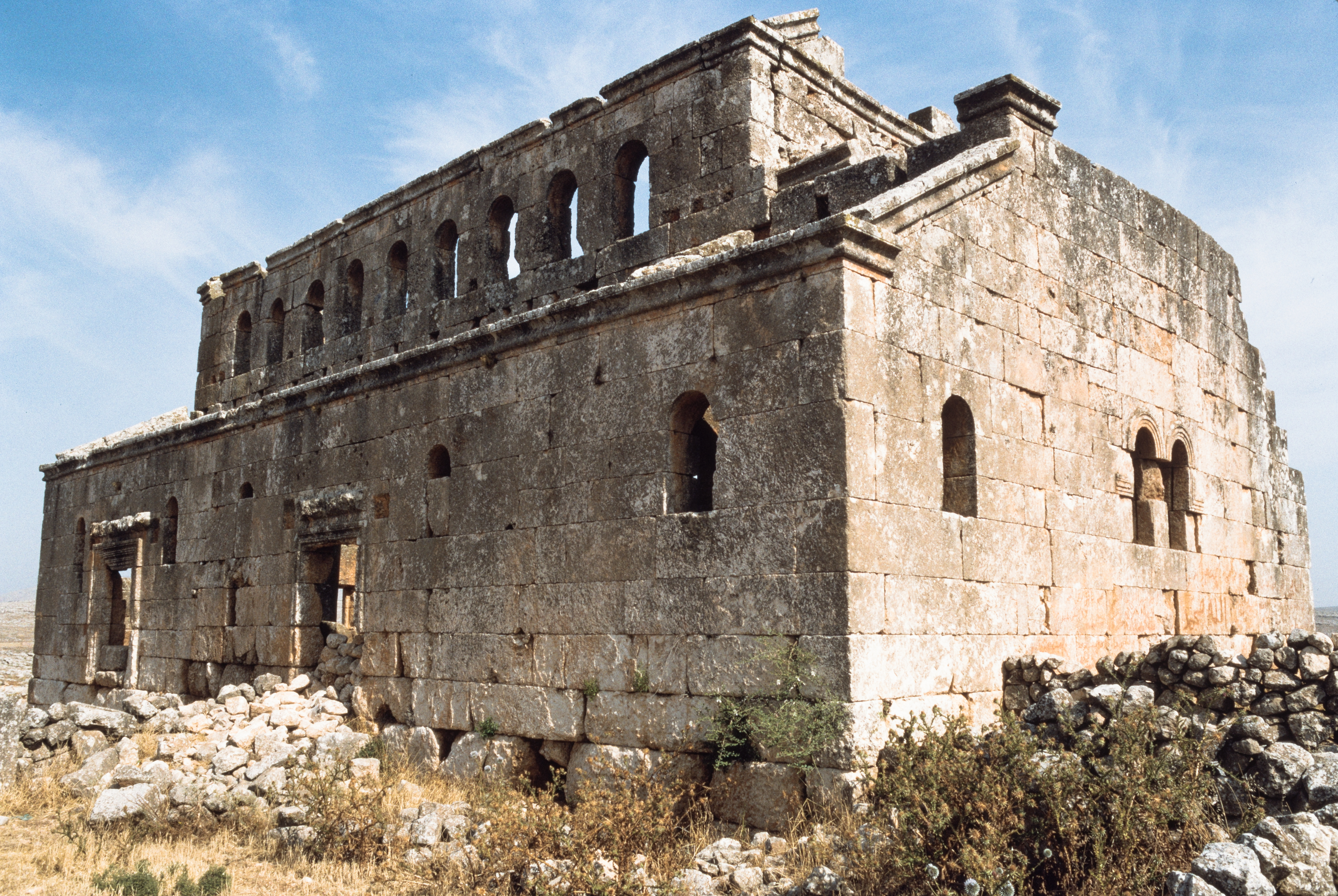
De l'extérieur, le chevet plat de l'église de Mushabbak (Syrie).
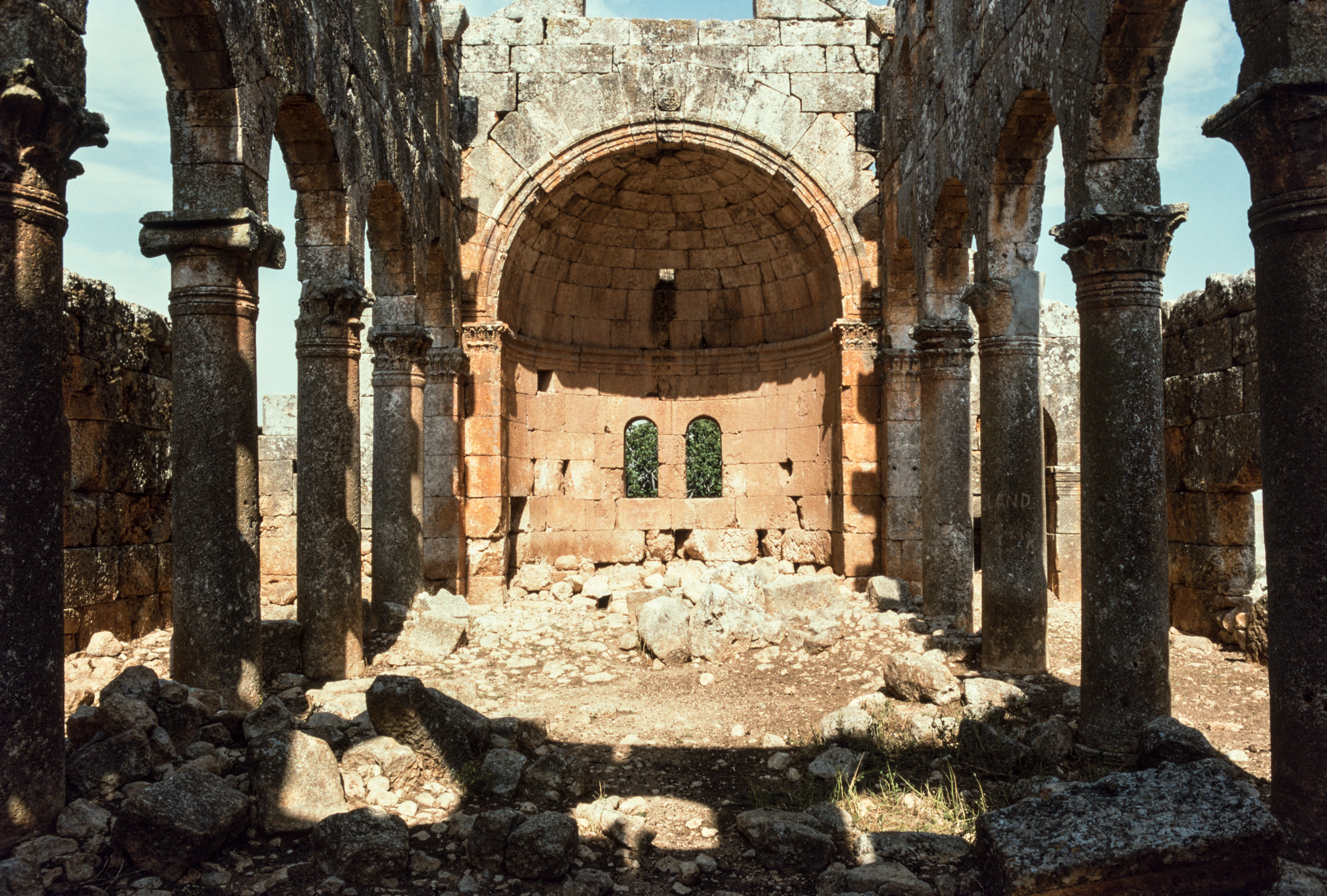
À l'intérieur de Mushabbak, l'abside semi-circulaire et couverte d'un cul-de-four.

Les monuments paléochrétiens du Proche-Orient étaient dotés en général d'une ou plusieurs absides généralement orientées, saillantes ou non saillantes. À Chypre les édifices religieux dont le chevet comporte trois absides semi-circulaires saillantes se multiplient du Ve siècle au VIIe siècle tandis qu'en Tunisie et en Algérie, l'abside est surélevée par rapport à la nef et généralement inscrite entre deux autres pièces derrière un mur droit.

## Caractères de l'abside
Dans l'antiquité tardive le chevet des églises prenait toutes les formes. Comme au Proche-Orient où il pouvait être plat ou comporter une ou plusieurs absides, saillantes ou non, il présente aussi toutes les combinaisons possibles dans l'Europe du Moyen Âge.

### Saillante ou inscrite dans un chevet droit

#### les absides non saillantes.
En Afrique du Nord les absides sont inscrites derrière des murs droits On trouve quelques exemples de cette tradition en Espagne  par exemple l'Église Santa María de Melque des VIIe siècle au VIIIe siècle . En France on note l'église Saint-Michel de Nanclars et les trois absides inscrites de la cathédrale de Poitiers et celles de la petite église de Vaussais. Les églises espagnoles du Xe siècle San Cebrián de Mazote et Peñalba de Santiago ont chacune une abside de chœur et une contre-abside non saillantes.

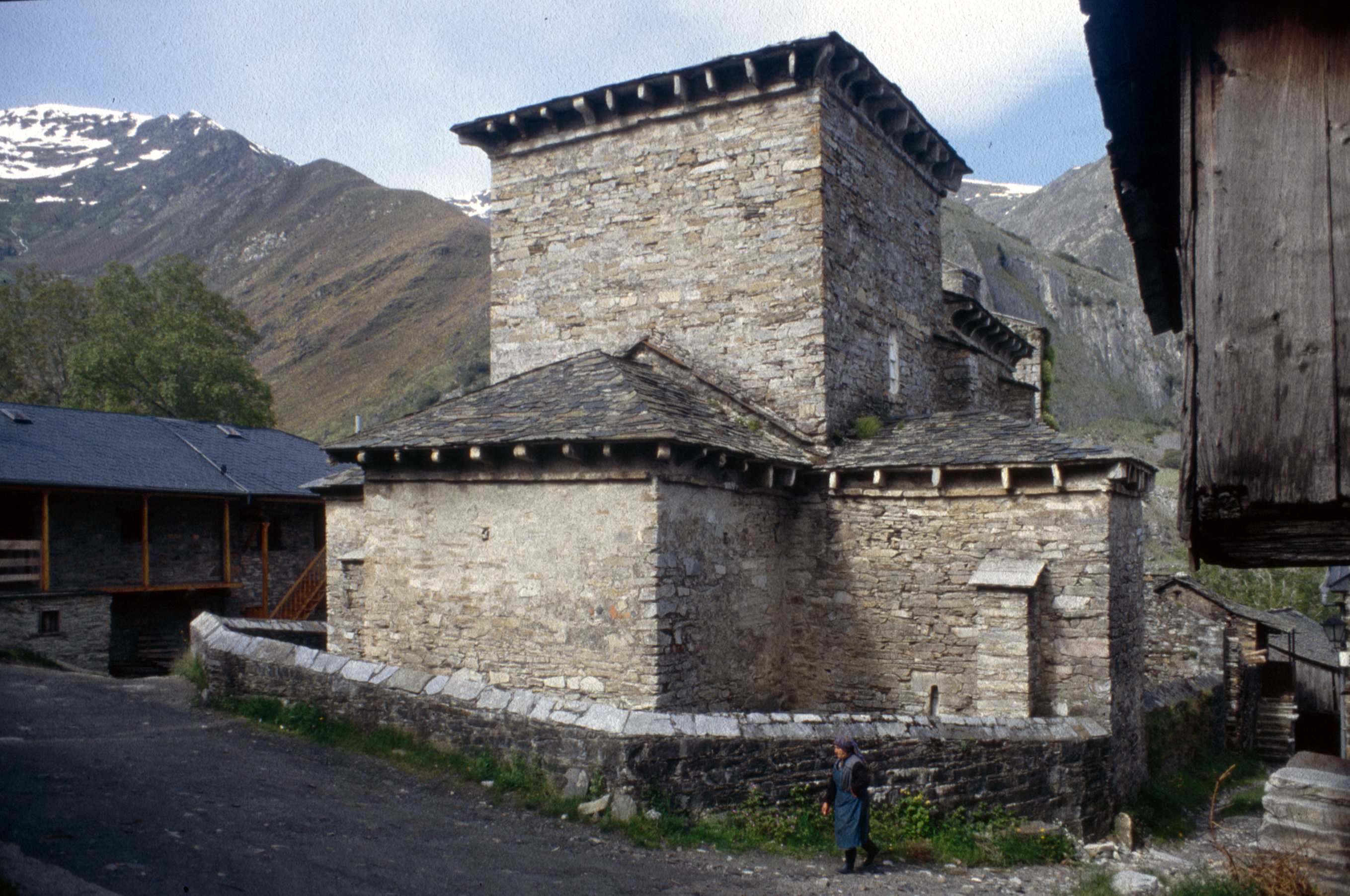
Extérieur de Santiago de  Peñalba.
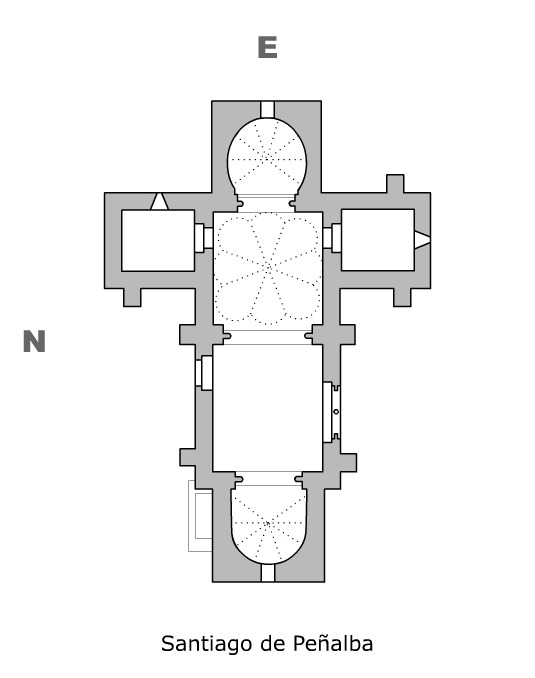
Église de Peñalba absides opposées inscrites.
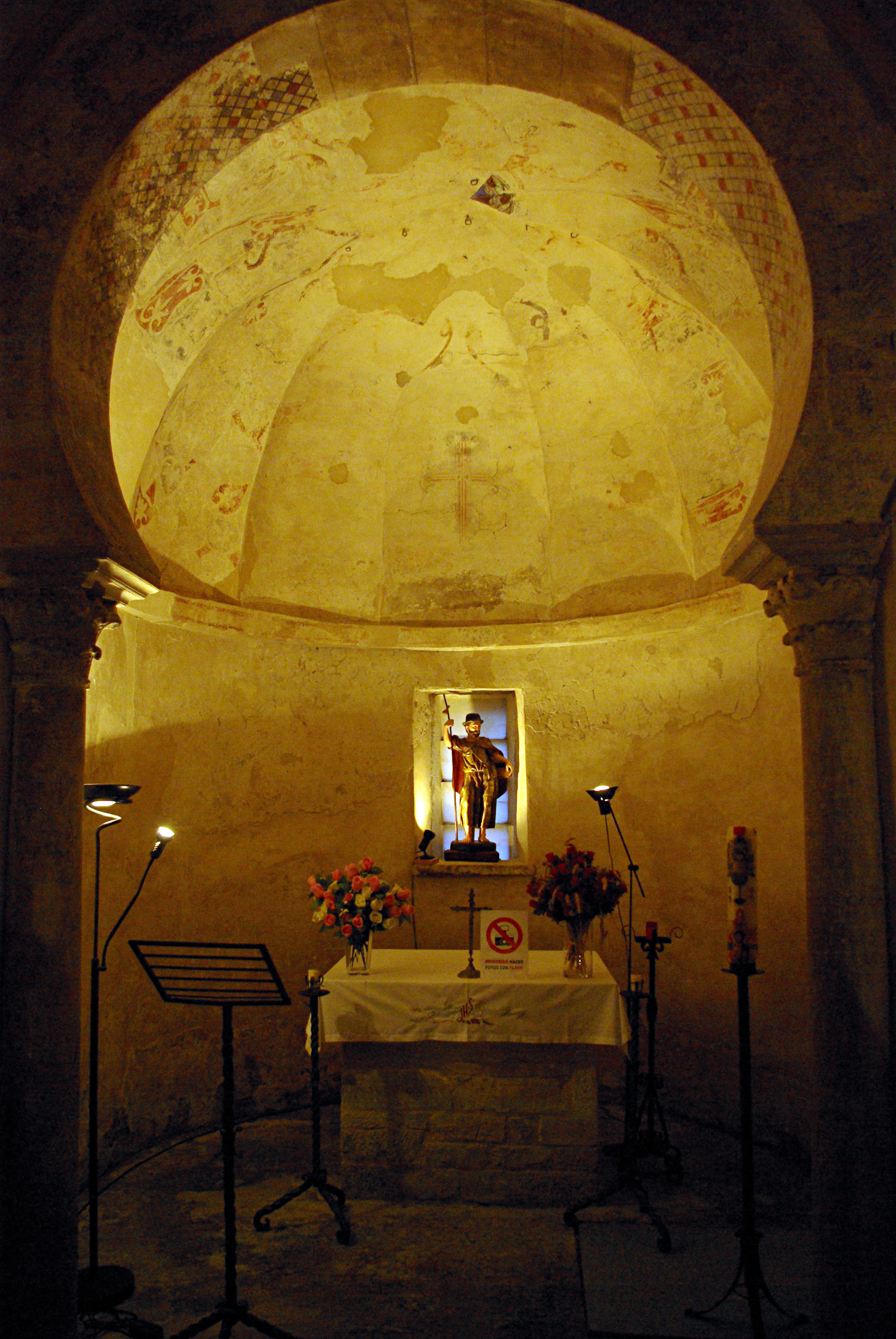
Intérieur d'une des absides de Santiago de Peñalba.
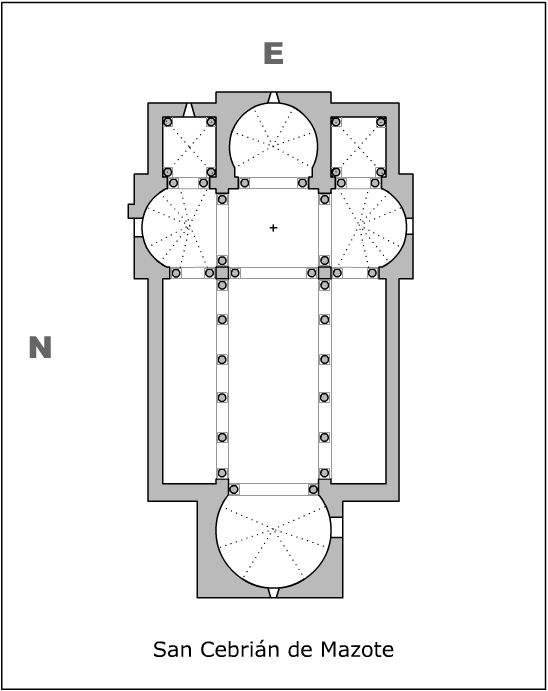
L'église de San Cebrián de Mazote (Xe siècle) a des absides opposées et des absides de transept, toutes non saillantes.

#### Les absides saillantes
Les absides saillantes sont les plus nombreuses. Elles sont semi-circulaires, en anse de panier ou formées de plusieurs pans. Couvertes d'un cul-de-four ou d'une voûte sur croisée d'ogives elles peuvent être éclairées par des fenêtres ou non.

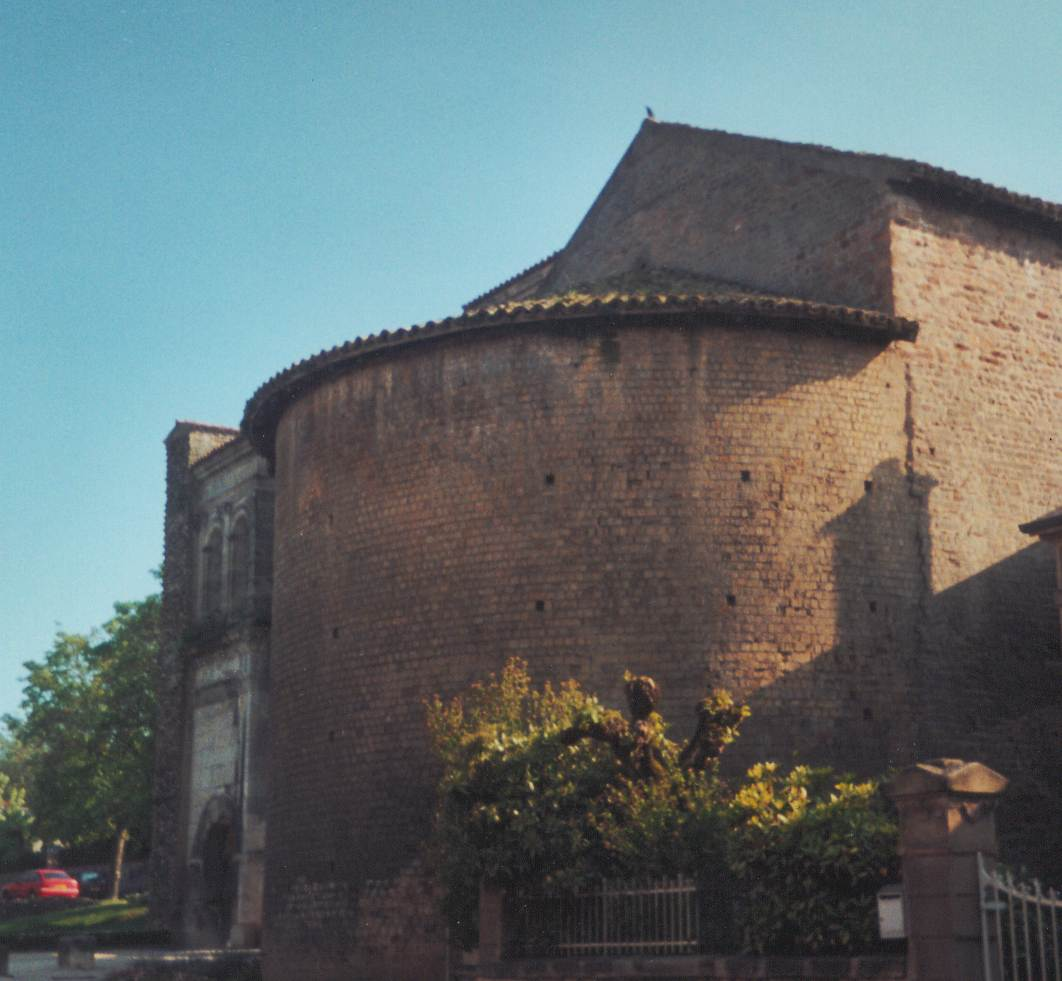
Abside semi-circulaire unique du temple protestant d'Autun, ancienne tour de défense de la porte Saint-André.
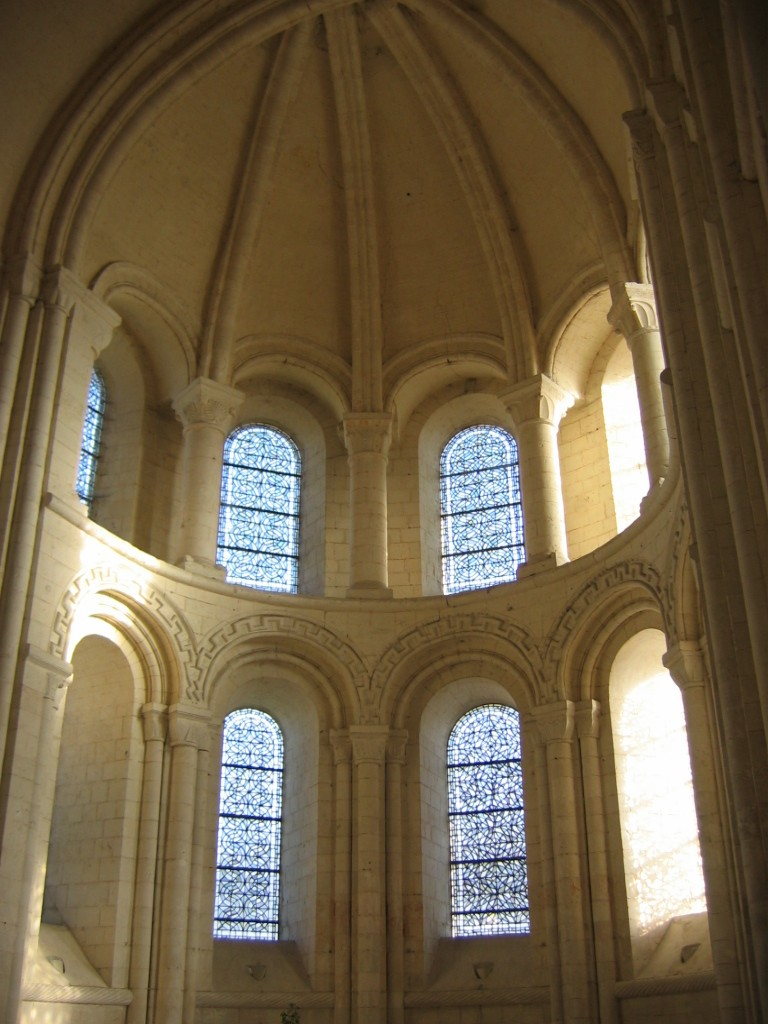
Abside avec cul-de-four renforcé par 4 grosses nervures de l'abbatiale Saint-Georges de Boscherville (Seine-Maritime).
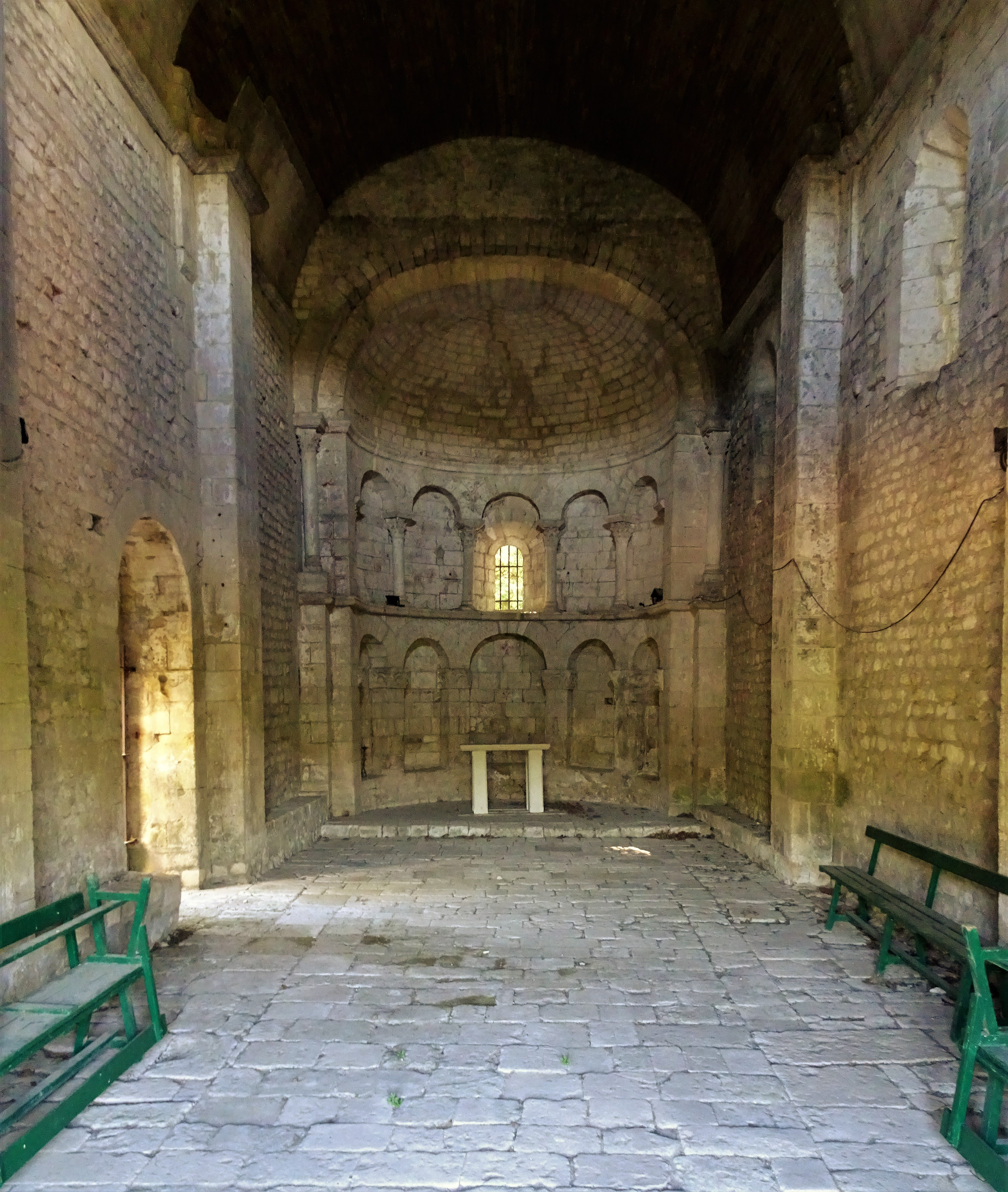
Intérieur d'une abside romane couverte d'un cul-de-four, prieuré du Val des Nymphes, Drôme.
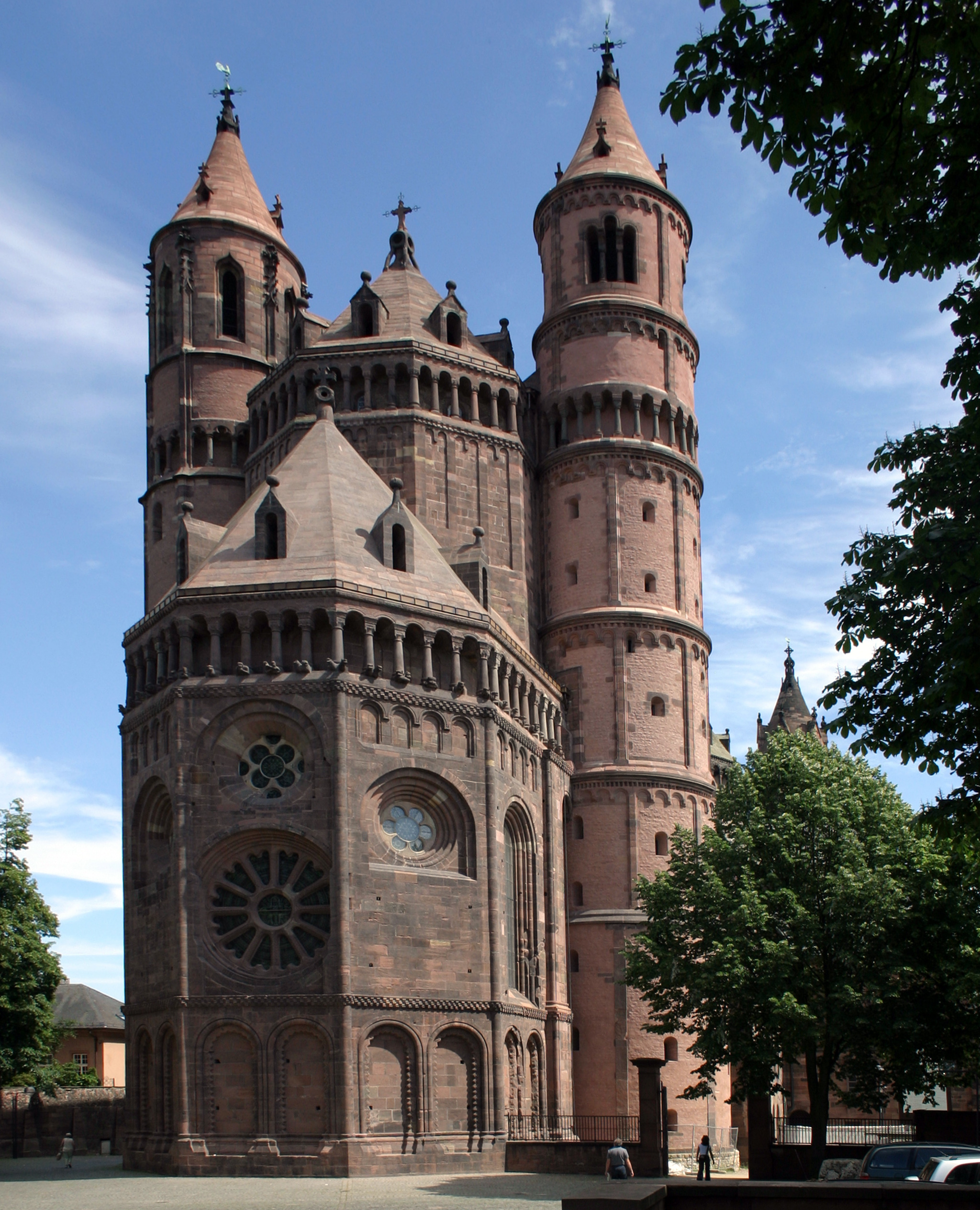
Abside à cinq pans du XIIIe siècle, Worms, Allemagne.

### Unique, double ou multiple
De nombreuses églises paroissiales sont simplement équipées d'une nef terminée par une abside. Mais certains chevets peuvent en avoir trois. D'après Viollet-le-Duc l'église du Xe siècle est généralement un bâtiment en forme de croix latine avec un chevet terminé par trois absides. Aux XIe et XIIe siècles av. J.-C., le chevet tripartite se répand largement La plus grande abside est entourée par les deux autres, toutes les trois étant dans l'axe de la nef comme dans la basilique Saint-Martin d'Aime et plusieurs autres églises des Alpes dont l'origine remonte au premier art roman mais aussi  au monde romain

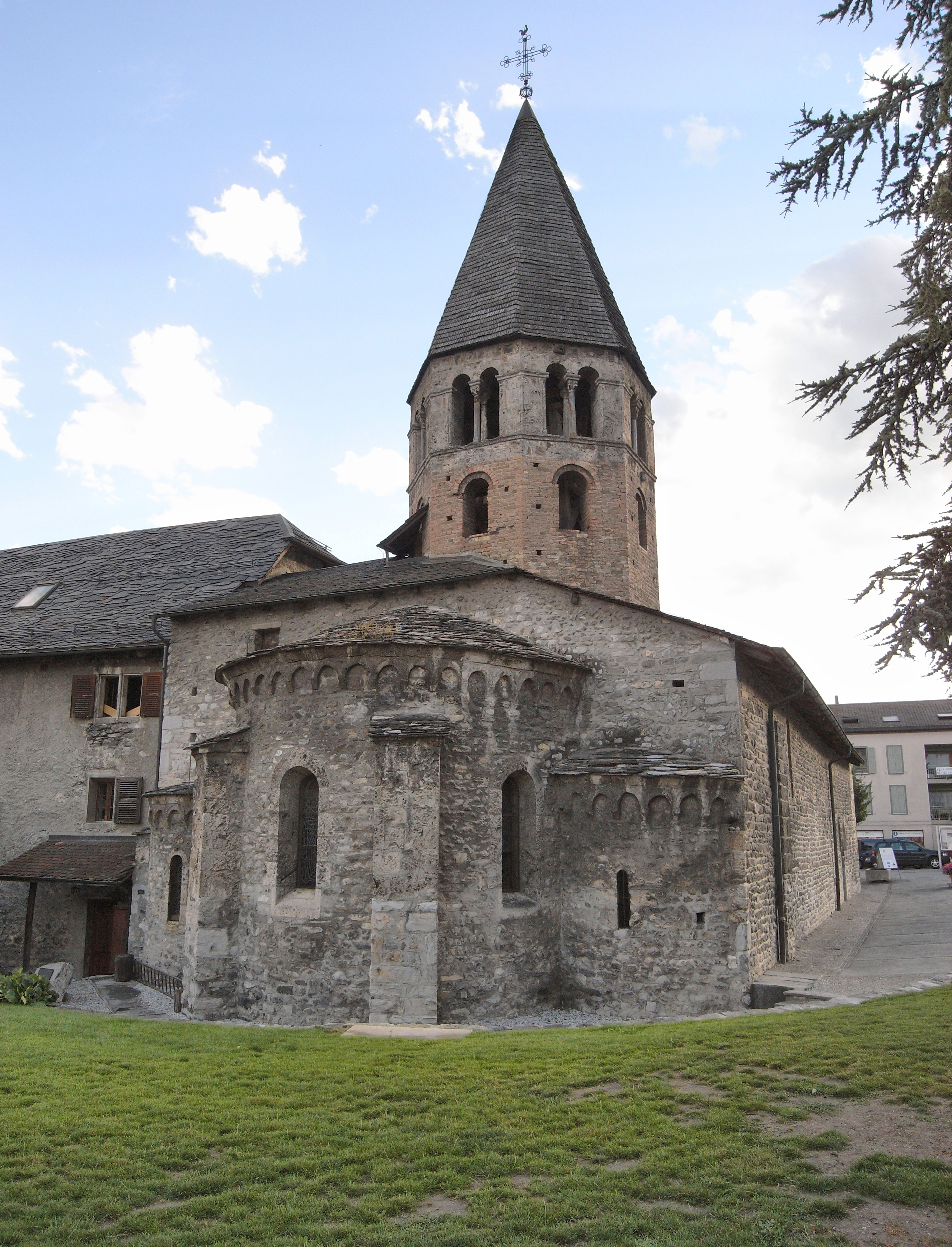
Chevet trichore de Saint-Pierre-de-Clages (début XIIe siècle).
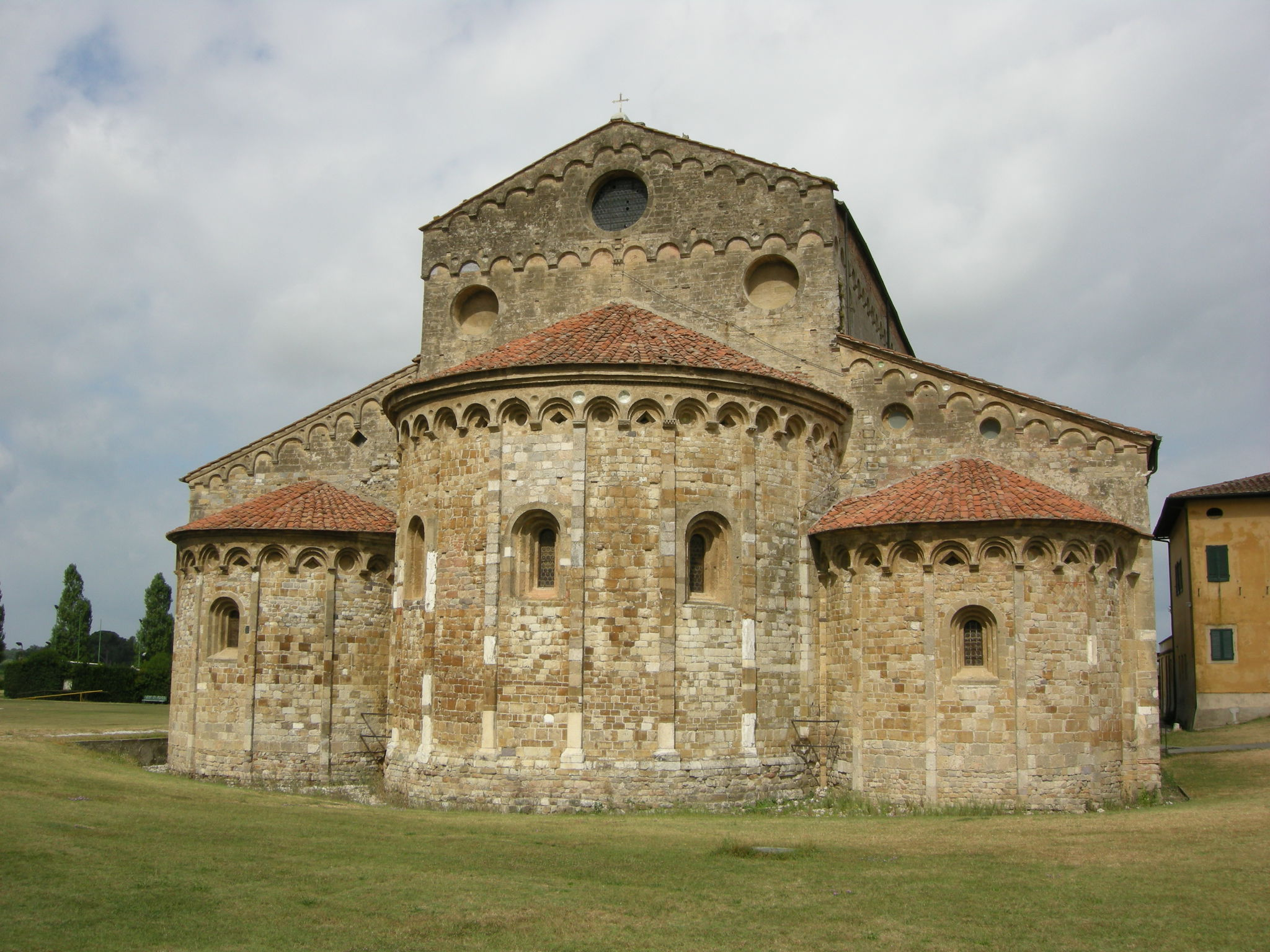
Chevet trichore de la basilique de San Piero a Grado.
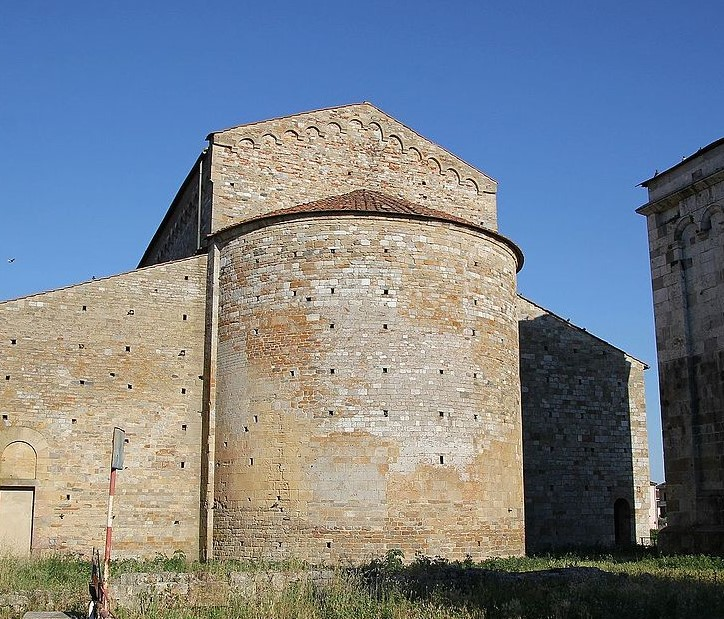
Abside occidentale de la basilique de San Piero a Grado (Italie).

#### Les églises à absides opposées
Les églises à absides opposées comportent une abside de chœur, celle qui abrite le sanctuaire et une contre-abside, chacune étant disposée à une extrémité de l'édifice. Elles ont apparu au Ve siècle en Afrique du Nord,. Quelle que soit l'explication de l'existence de ces deux absides ; par exemple la règle pour célébrant et fidèles de prier face à l'est  ou la présence de reliques célèbres plaçant l'église sous un double vocable ou encore la nécessité de réserver un emplacement privilégié pour les cérémonies funéraires : l'usage s'en est répandu dans de nombreuses églises de l'empire Carolingien,. De grands édifices en Allemagne comme ceux de Hildeshein, Mayence, Trèves Worms, Gernrode mais aussi en France et en Belgique ont conservé cette deuxième abside caractéristique du plan roman-rhénan. En France dans la cathédrale de Besançon ; comme à l'origine le chœur liturgique se tient dans l'abside occidentale, la contre-abside romane étant tournée vers le nord-est. La cathédrale de Nevers est également dotée d'une abside romane à l'ouest et d'une abside gothique élevée au XIIIe siècle dans le but de réorienter le bâtiment. Dans la Drôme l'église romane de la Garde-Adhémar a conservé une contre-abside occidentale. Mais en Belgique les absides axiales opposées de la collégiale Sainte-Croix de Liège ont été toutes deux construites au XIIIe siècle. En Italie l'église romane de San Piero a Grado a un chevet à trois absides et une contre-abside.

#### Les absides de transept
Au VIe siècle des absides  se dessinent symétriquement sur les longs côtés de quelques églises comme à Junca, la cathédrale de Talin du VIIe siècle  en Arménie où elles préfigurent les absides de transept des cathédrales de Noyon et de Soissons, de Cambrai en France, de Tournai en Belgique, de Saint-André de Cologne. La cathédrale de Bagrati en Géorgie a été construite au XIe siècle, l'église de la Découverte de la Sainte-Croix (en) à Bříství en Bohême-Centrale,Tchéquie date du XIIIe siècle. On peut en trouver d'autres construites aux siècles suivants.

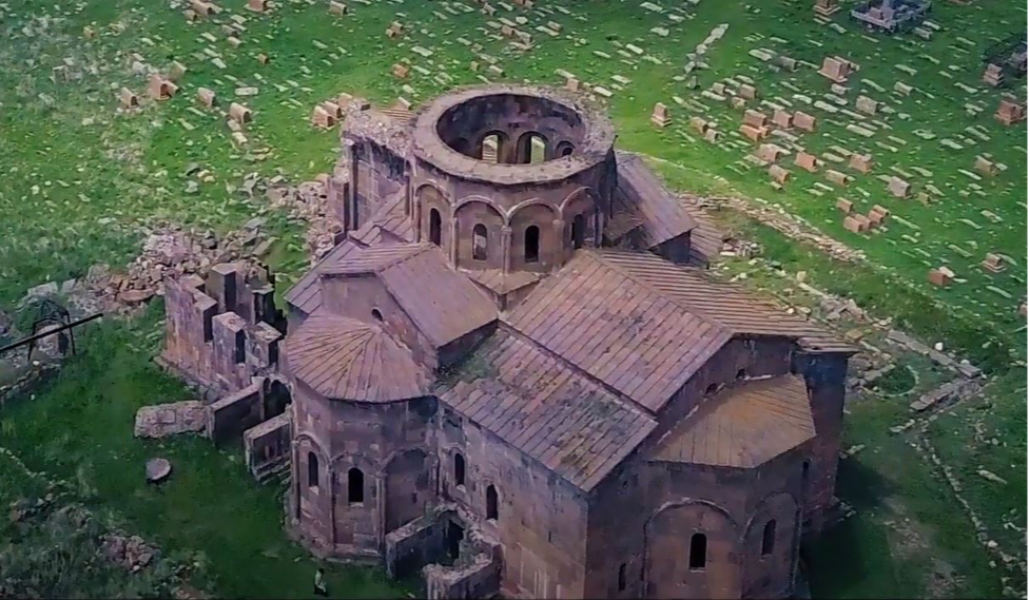
Cathédrale de Talin.
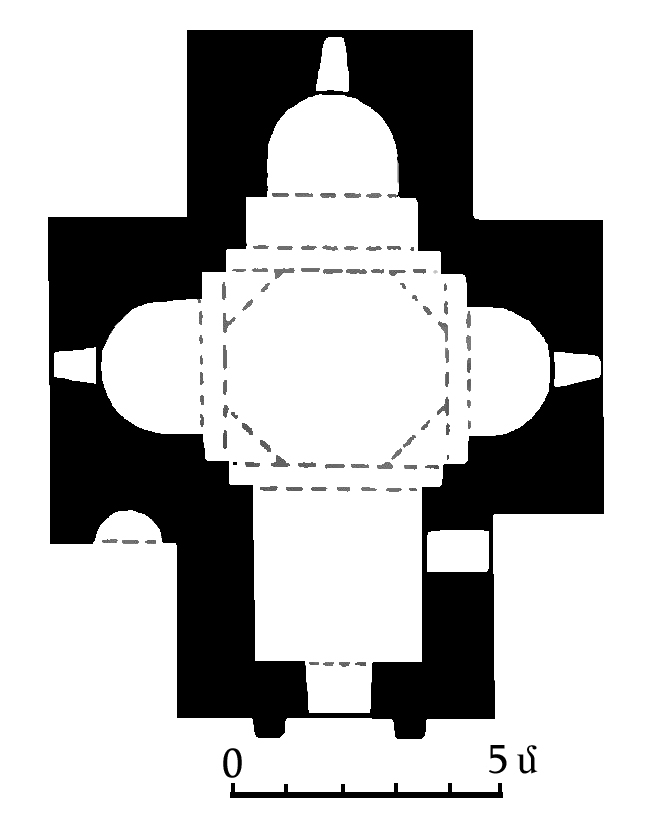
Plan de la cathédrale de Talin.
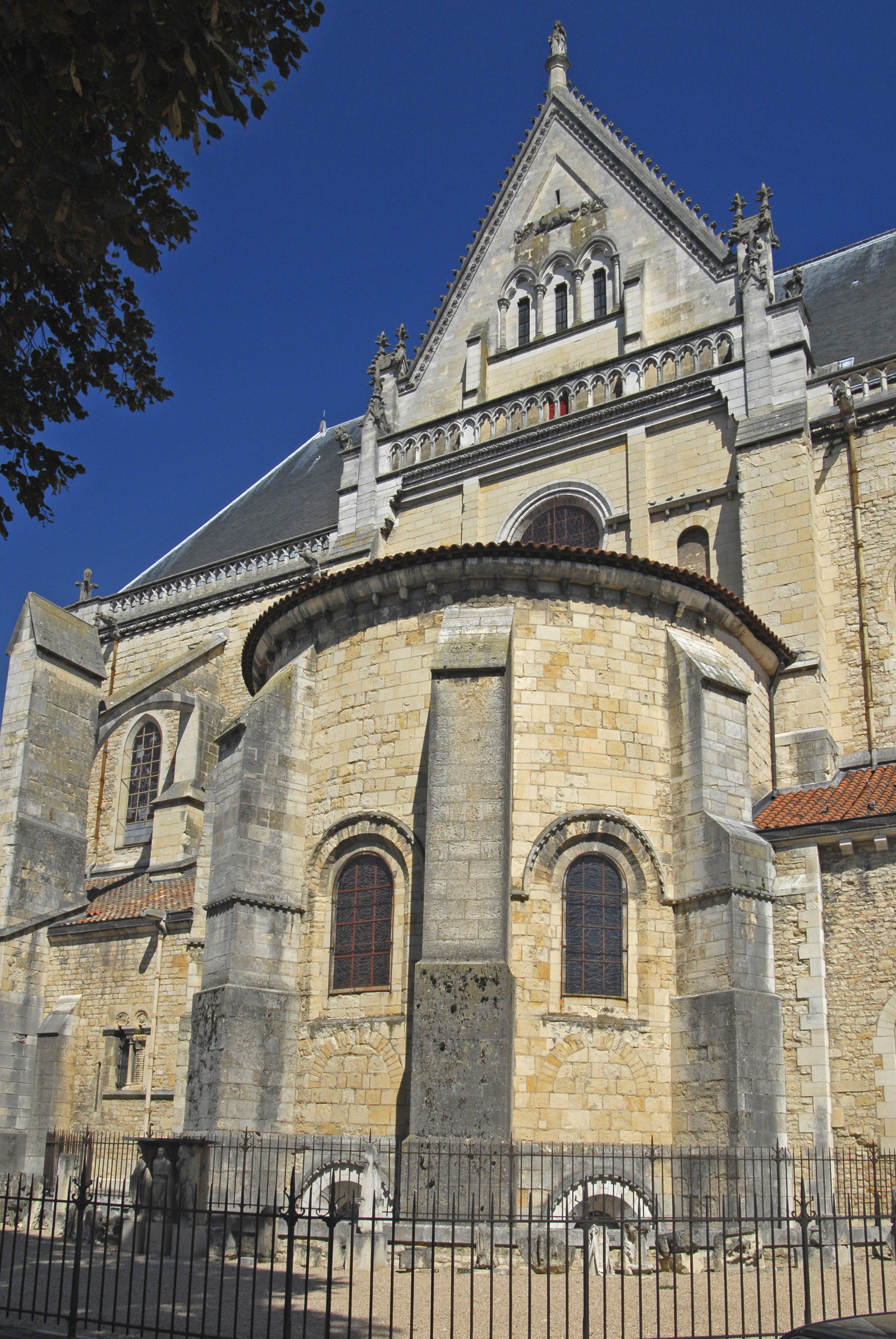
Abside occidentale du XIe siècle, cathédrale de Nevers.
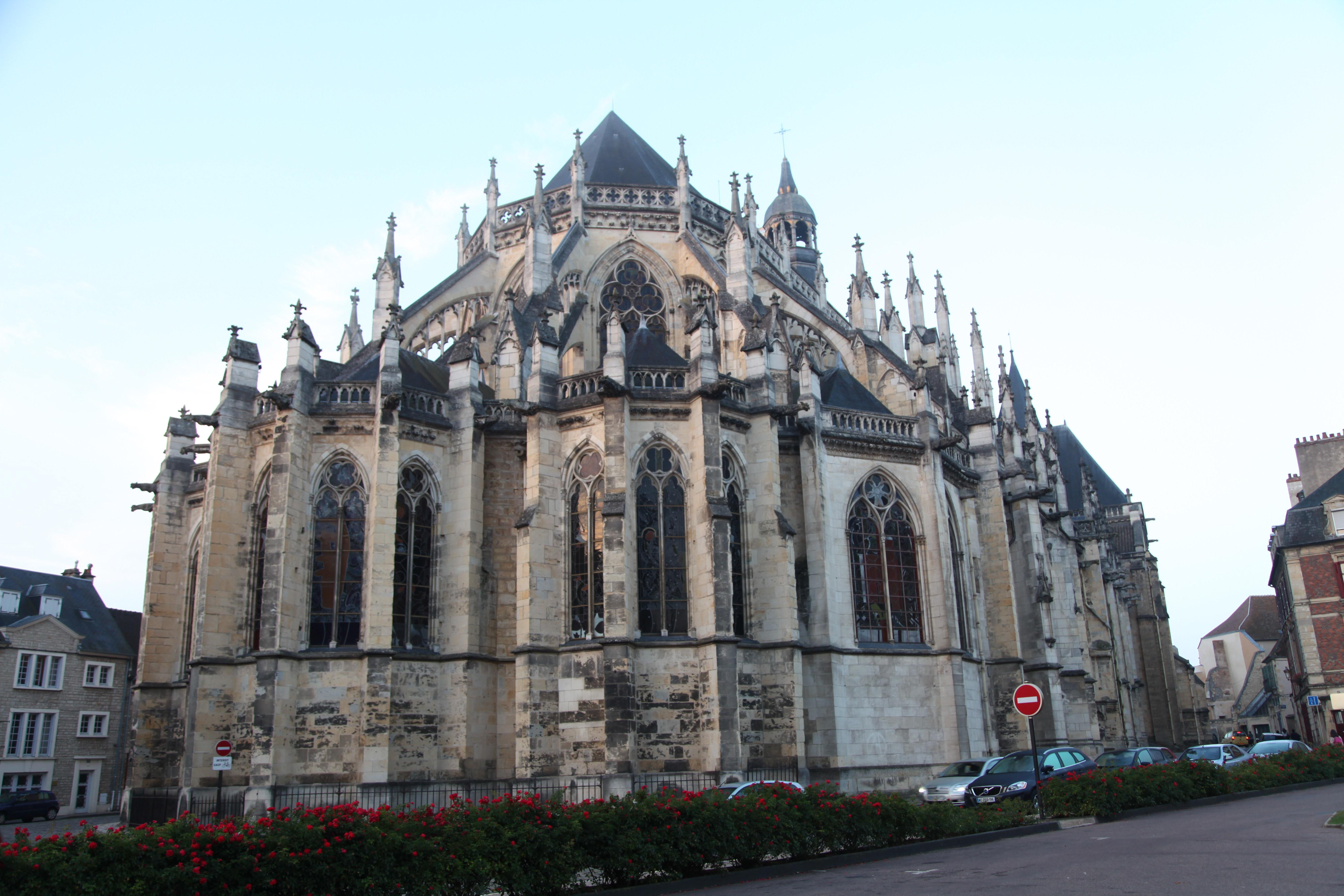
Abside orientale polygonale du XIIIe siècle, cathédrale de Nevers.

#### Les absides de chevets tréflés.
Les absides de transept peuvent être confondues ou assimilées avec les absides des chevets tréflés encore appelés triconques comme le fait Viollet-Leduc pour l'église de Saint-Macaire. Les absides sont toutes les trois à peu près de même dimension et sont configurées comme les trois folioles d'une feuille de trèfle. Dans les petits édifices celles qui sont perpendiculaires à la nef servent de transept et le carré du transept est dominé par la tour du clocher. La forme de triconque  apparue dès l'Antiquité tardive dans l'architecture domestique
se perpétue dans les chevets des églises de l'ère paléochrétienne jusqu'au Moyen-Âge. Le chevet tréflé de la chapelle Saint-Germain de Querqueville a été construite vers le Xe siècle. La petite église de Saint-Martin de Londres date des XIe et XIIe siècles tandis qu'en Allemagne l'église Sainte-Marie-du-Capitole et l'église Saint-Martin de Cologne qui datent de la même époque sont des édifices beaucoup plus importants.

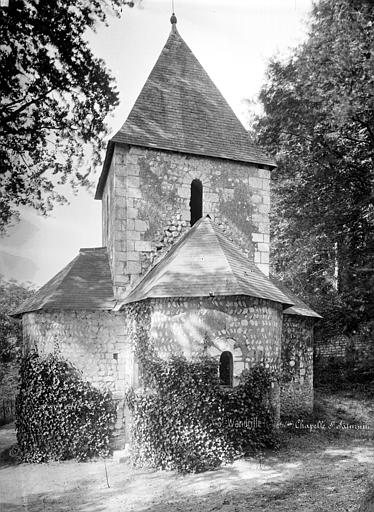
Chapelle Saint-Saturnin de Saint-Wandrille.
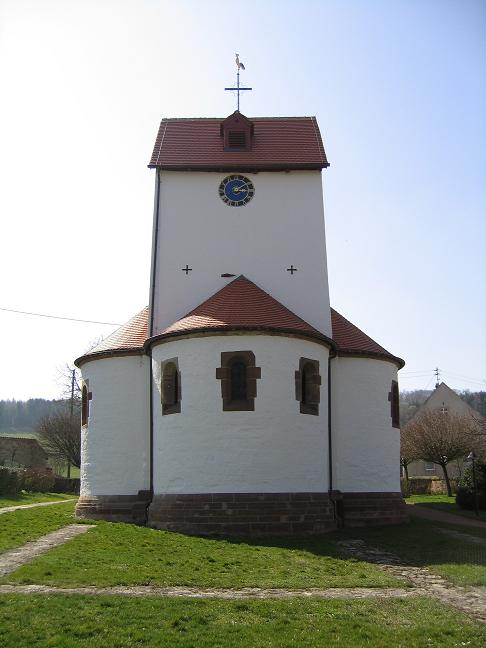
Chapelle romane de Böckweiler, Allemagne.
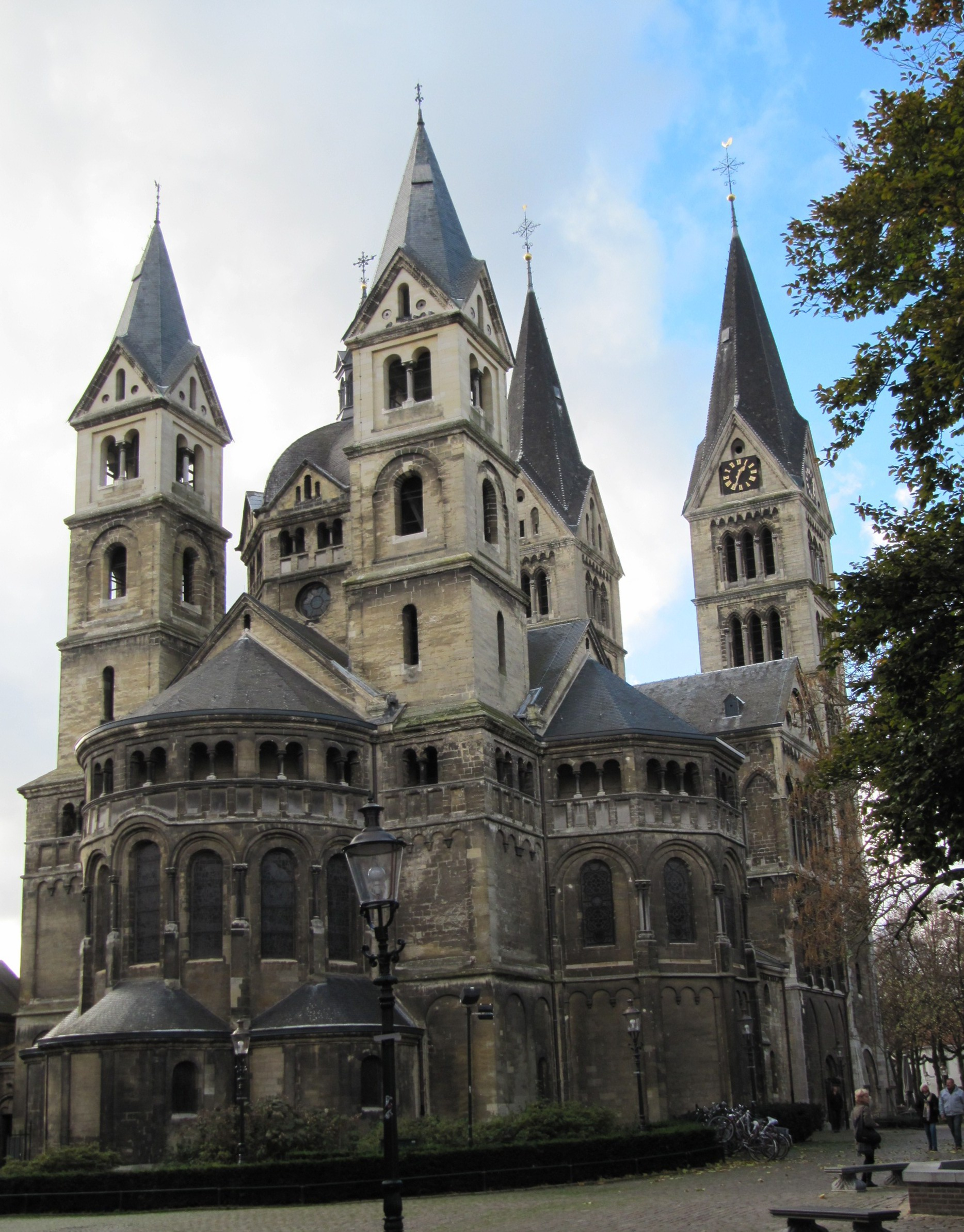
Église de Ruremonde, Hollande.
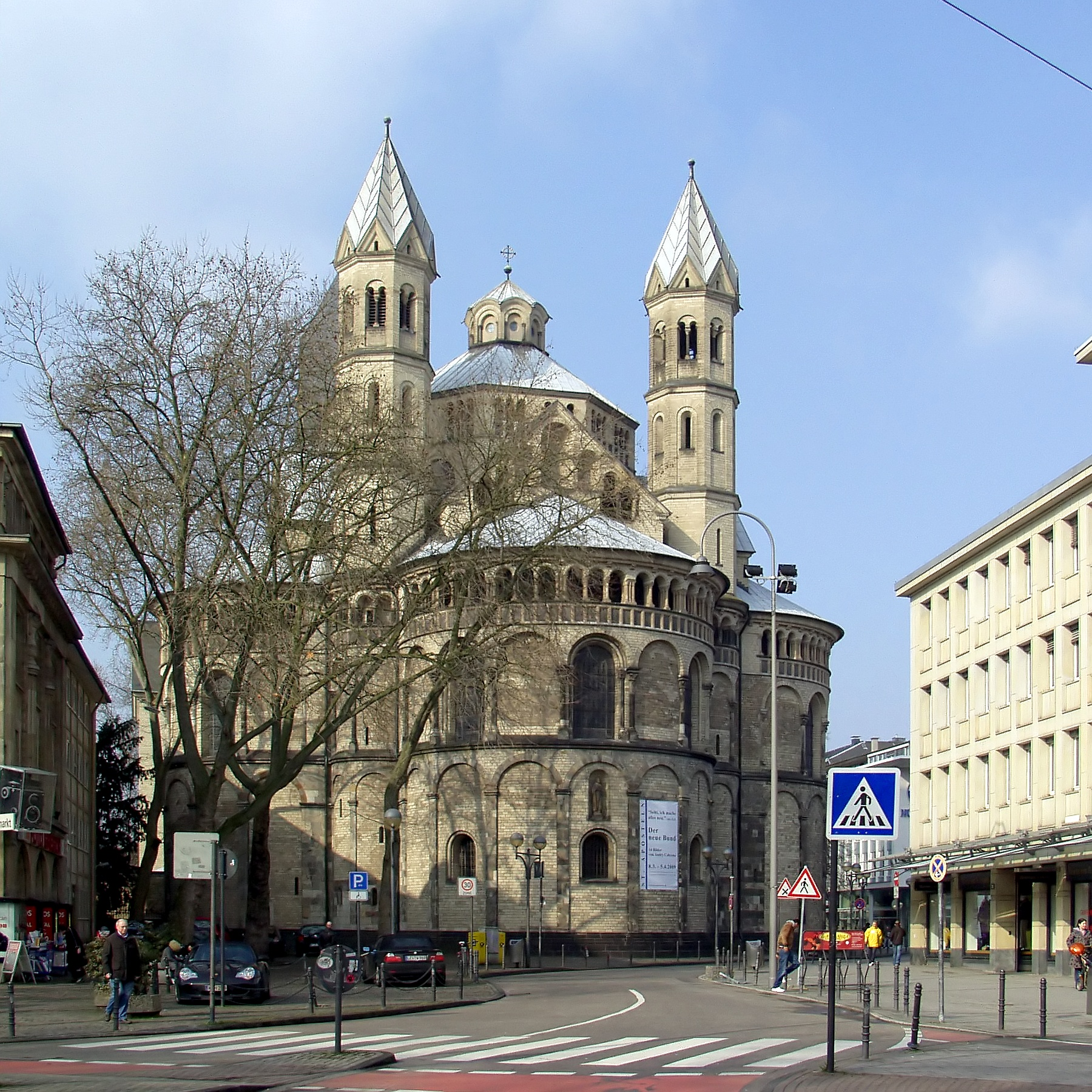
Basilique des Saints-Apôtres de Cologne.

## Erreurs à éviter
Il ne faut pas confondre :
- Abside et chevet, l'abside n'étant qu'une des formes du chevet. Elle peut s'inscrire à l'intérieur d'un chevet plat[4].
- Abside et exèdre. L'exèdre est un espace semi-circulaire garni d'un banc de pierre accolé au mur. Elle peut être à l'extérieur d'un bâtiment[4]. Elle peut être également quadrangulaire mais toujours garnie de bancs. Pour les Latins, le mot avait le sens très large de chambre garnie de sièges[2].